# Makka Sagaipova
Makka Umarovna Sagaipova (tjetjenska: Макка Умаровна Сагаипова), född 14 februari 1987, är en tjetjensk sångerska. Hon debuterade 2003 med låten "Haza Kant" (snygging). Sagaipovas musik tilltalar en yngre publik, vilket har bidragit till hennes popularitet. Utöver att vara sångerska är hon också dansare. Hon var dansare i den tjetjenska dansgruppen Lovzar och idag har Sagaipova en egen dansgrupp med namnet "Ансамбль Ларам", tillsammans med Adam Karigov i Moskva.
Sagaipova är dotter till Umar Sagaipov, en tjetjensk dragspelare. Hon har sjungit sedan sex års ålder och när hon var åtta år började hon lära sig att dansa. Just nu bor Sagaipova i Moskva, där hon studerar musik och ekonomi vid Moskvauniversitetet.

## Diskografi
- Хаза к1ант, 2003
- Jag är din dotter, Tjetjenien(Со хьа йоI ю -Нохчичоь), 2004
- Kärlek (Безам), 2005
- Люблю тебя, 2009
- Ревнивый Кавказ, 2010
- Люблю тебя, 2010
- Ловзар, 2010
- Декъал хила, 2011
- Ч1ег1ардиг, 2012
- Ма ала соьга, 2013
- Ахь суна делла дог, 2013
- Чеченка я, 2013
- Я твоя цветущая весна, 2014
- Хьоза, 2014
- Собар де хьа д1а ма г1о хьа, 2015
- Сан са ду Хьо, 2015
- Са ирс ду хьо, 2015
- Хьо воцуш дуьне оьшуш яц, 2015
- Массо йо1 со санна ирсе йойла, 2015
- Хьо цхьаъ ву, 2015
- Возьми моё сердце, 2016
- Ласточка, 2016
- Безаман туьйра, 2016
- Веза Суна, 2016
- I will never forget you (Виц лур вац), 2017
- My dream (Мой сон), 2017
- Hero of my love, 2017
- Happiness Is To Be Loved, 2017
- The Name Of My Happiness, 2017
- Chechen Man, 2017
- Хьан б1аьргаш, 2017
- Хьан безаман дай, 2017
- Х1у дир дара, 2017
- Дада, 2017
- Вьюга, 2017
- Алахьа соьга, 2018
- Я люблю тебя слышишь, 2018
- Х1унда лоьху боцу безам, 2018
- Только ты/Only you, 2018
- Доьхьарлера безам, 2018
- Безам, 2019
- Сан са ду хьомениг, 2019
- Вайнеха той, 2019